# Medborgarinitiativ
Medborgarinitiativ är ett direktdemokratiskt verktyg för medborgare i vissa stater, regioner och kommuner samt inom Europeiska unionen (EU). Det innebär att ett visst antal medborgare gemensamt kan begära eller kräva lagstiftning, folkomröstningar och/eller andra politiska åtgärder. Ett medborgarinitiativs exakta utformning varierar.

## Schweiz
Möjligheten till medborgarinitiativ infördes redan år 1891 i den schweiziska konstitutionen. Genom initiativet kan 100 000 medborgare gemensamt kräva en ändring av landets konstitution eller infogandet av en ny artikel i konstitutionen. Initiativet kan även användas på regional och lokal nivå. Om ett initiativ lyckas samla ihop 100 000 underskrifter måste en folkomröstning hållas efter två till tre år. För att undvika att kortsiktiga politiska influenser får stort genomslag, får en folkomröstning inte hållas omedelbart.
På nationell nivå får både parlamentet och regeringen behandla ärendet innan det underställs folkomröstningen, och deras ståndpunkter trycks på röstsedlarna. Parlamentet kan även föreslå en alternativ ändring av konstitutionen i samband med ett medborgarinitiativ.
För att ett medborgarförslag ska antas i en schweizisk folkomröstning krävs dels att en majoritet av de avlagda rösterna stödjer förslaget, dels att förslaget stöds av en majoritet i en majoritet av kantonerna. Den överväldigande majoriteten av medborgarinitiativ har misslyckats med att uppnå dessa krav sedan dess införande 1891.

## Europeiska unionen
Europeiska unionen (EU) är ensam som supranationell organisation att tillåta medborgarinitiativ. Denna möjlighet infördes genom Lissabonfördraget, som trädde i kraft den 1 december 2009. Genom fördraget blev det möjligt för en miljon unionsmedborgare att kräva att Europeiska kommissionen ska föreslå en lagstiftningsakt inom ett av unionens befogenhetsområden. Kommissionen kan dock, om den anser det nödvändigt, avböja från att vidta några åtgärder. Medborgarinitiativet är således inte bindande för kommissionen. De exakta bestämmelserna om det europeiska medborgarinitiativet trädde i kraft den 1 april 2012.

## Sverige
År 1994 infördes ett begränsat medborgarinitiativ i Sverige, ett direktdemokratiskt verktyg som aktiva medborgare och minoritetsgrupper kan använda sig av för att påverka beslut genom att tvinga fram en folkomröstning. Detta sker genom insamling av tillräckligt många namnunderskrifter.
Den 1 januari 2011 genomfördes en förändring i Kommunallagen som förstärker folkinitiativet. Grundlagsutredningen (SOU 2008:125) hade velat skapa en tydligare länk mellan medborgarnas deltagande roll i att formulera den politiska dagordningen och att vara med i beslutsprocessen. Lagändringen innebar att tröskeln för ett giltigt folkinitiativ höjdes från fem till tio procent men att det inte längre, som 1994, är möjligt för en enkel majoritet i fullmäktige att stoppa ett folkinitiativ. Kommunfullmäktige har dock möjlighet att lägga in sitt veto om förslaget till exempel strider mot grundläggande rättigheter eller diskriminerar en enskild person. För att lägga in ett sådant veto – och därmed stoppa ett folkinitiativ – krävs det dock två tredjedelars majoritet inom fullmäktige.

### Krav på medborgarinitiativ
- 10 % av de röstberättigade i kommunen ska lämna sina namnunderskrifter
- Namnunderskrifterna ska vara skriftliga, ange den aktuella frågan samt innehålla initiativtagarnas egenhändiga namnteckningar, namnförtydliganden, uppgifter om när namnteckningarna gjorts, personnummer och uppgift om deras adresser.[4]

## Österrike
Folkinitiativ (österrike Volksbegehren) i Österrike är ett av de två direktdemokratiska institut som är reglerade i författningen. Folkinitiativ (tyska: Volksbegehren) ger medborgarna möjlighet att väcka ett laginitiativ i parlamentet om minst 100 000 namnunderskrifter uppnås. I Österrike bl.a. finns det möjlighet att delta i både val och folkomröstningar via internet och via mobiltelefon.